# Guillaume Poitrinal
Pour les articles homonymes, voir Poitrinal.
Guillaume Poitrinal, né le 22 décembre 1967 à Châtellerault (Vienne), est un entrepreneur et chef d'entreprise franco-luxembourgeois.
De 2005 à 2013, il dirige le groupe Unibail-Rodamco-Westfield. Il est le plus jeune dirigeant d'une société du CAC 40 quand le groupe intègre l'indice en 2007.
En 2014, il fonde Woodeum avec Philippe Zivkovic, un promoteur immobilier de logement bas carbone utilisant le bois lamellé croisé comme matériau de construction innovant, puis en 2017, WO2, promoteur immobilier bas carbone de bureaux de nouvelle génération. 
En 2014 également, il crée un fonds d'investissement spécialisé dans l'immobilier européen, Icamap, qu'il préside toujours aujourd'hui.
Depuis 2017, il est le président de la Fondation du patrimoine.

## Biographie

### Jeunesse et études
Fils d’un chirurgien et d’une directrice de clinique, Guillaume Poitrinal fait ses études secondaires et ses classes préparatoires au lycée Henri-IV à Paris. Il est diplômé de HEC Paris en 1989.

### Carrière
Il commence sa carrière au département fusion et acquisition de Morgan Stanley comme analyste, de 1992 et 1995, à Londres puis à Paris. 
En 1995, il est recruté par Léon Bressler, patron du groupe Unibail, comme chargé de mission. Il est promu en 1997 directeur du développement et de la planification. L’année suivante, il devient directeur financier, puis directeur du pôle Bureaux. En 2002, il est promu directeur général délégué chargé de l’ensemble des divisions et de la finance.
En avril 2005, Léon Bressler quitte la direction du groupe pour en devenir président non exécutif et Guillaume Poitrinal devient directeur général. Au départ de Léon Bressler le 27 avril 2006, Guillaume Poitrinal devient président-directeur général du groupe.
Le 18 juin 2007, Unibail intègre l'indice CAC 40 et âgé alors de 39 ans, Guillaume Poitrinal est le plus jeune dirigeant d'une société du CAC 40.
Le 25 juin 2007, le groupe Unibail fusionne avec le groupe néerlandais Rodamco et devient une société anonyme à directoire et conseil de surveillance. Guillaume Poitrinal  évoque alors une « union logique ». Il devient président du directoire du nouvel ensemble, Unibail-Rodamco.
Il quitte le groupe le 25 avril 2013. Durant son mandat, la taille du groupe a été multipliée par quatre. Le cours de la  bourse est passé de 93 euros à 175 euros et 80,3 euros de dividende par action ont été distribués, assurant une performance annuelle à l'investisseur de 15,1% en moyenne, contre +3,3% pour le CAC40 et +4,5% pour l'EPRA, l'indice sectoriel de l'immobilier en Europe. 
Avec Philippe Zivkovic, il fonde en 2014 une société de promotion immobilière spécialisée dans le logement bas carbone en bois, Woodeum, puis en 2017, WO2, promoteur bas carbone de bureaux de nouvelle génération. En juin 2020, avec son fonds Icawood et WO2, il lance la construction d'Arboretum, à Nanterre Paris La Défense, le plus grand projet de campus de bureaux en bois du monde (126 000 m2).

### Missions pour le gouvernement
Le 23 octobre 2013, François Hollande le charge de piloter le choc de simplification. Il en est président jusqu'en janvier 2015. Puis il assure jusqu'en mai 2017 la présidence de l'Atelier « aménager et construire », dont objectif est d'alléger les démarches administratives et fiscales auxquelles sont soumises les entreprises françaises. 
En février 2016, la présidente de la région Île-de-France Valérie Pécresse le nomme président du Conseil stratégique pour l'attractivité et l'emploi. Il en est président jusqu'à fin 2018.
En avril 2017, il est nommé président de la Fondation du patrimoine, succédant à Charles de Croisset.
Sous la présidence d'Emmanuel Macron, il lance le projet de mécénat populaire « Loto du Patrimoine », en collaboration avec le ministère de la Culture et de la Communication, la Française des Jeux et Stéphane Bern.

### Autres mandats
- Ancien-président de l’association des sociétés immobilières cotées en Europe (EPRA).
- Membre du comité d’éthique du MEDEF.
- Membre fondateur de BBCA (Association pour le développement du bâtiment bas carbone).
- Fondateur et gérant du fonds d'investissement ICAMAP.
- Depuis le 28 mars 2017, il préside la Fondation du Patrimoine.

### Prix et distinctions
- Trophée d'honneur de la personnalité ayant marqué l'industrie des centres commerciaux en 2007[17]
- Trophée CNCC de l’homme de l’année 2008 Trophée CNCC de l’Homme de l’année[18]
- Pierre d’or professionnel de l’année 2008[19]
- Prix HEC de l'année, décerné par l'association des diplômés HEC, en juin 2012
- Médaille de l'académie d'architecture en 2012[20]
- Chaque année de 2006 à 2013, Guillaume Poitrinal est élu « Meilleur président d'une société immobilière en Europe » par vote des investisseurs institutionnels interrogés par le magazine Institutional Investors[21][réf. à confirmer]
- Pierre d'Or, prix spécial du jury 2014[22]
- Procos d'honneur 2014, remis par Procos, la fédération du commerce spécialisé[23]

### Décorations
- Chevalier de la Légion d'honneur (2015).
- Officier de l'ordre national du Mérite (2023)
- Officier de l'ordre des Arts et des Lettres (2025)[24]
- Médaille des réservistes volontaires de défense et de sécurité intérieure, argent (2022)

## Publications
- Leadership : Perspectives sur l'exercice du pouvoir dans les entreprises - Éric-Jean Garcia, préface de Erhard Friedberg - Éditions de Boeck, 2011
- Plus vite ! La France malade de son temps, Paris, Éditions Grasset & Fasquelle, 2012  (ISBN 978-2-246-79991-7)
- L'immobilier demain : La Real Estech, des rentiers aux entrepreneurs - Robin Rivaton et Vincent Pavanello, Préface de Guillaume Poitrinal, Editions Dunod, 2017
- Les 100 mots du patrimoine - Guy Sallavuard, Préface de Guillaume Poitrinal, Editions Que Sais-je, 2021
- Pour en finir avec l'apocalypse - une écologie de l'action, Paris, Éditions Stock, 2022